# Могиленка (приток Вори)
Могиленка — река в Московской и Смоленской областях России.
Протекает по территории Можайского, а также Тёмкинского и Гагаринского районов. Исток — северо-западнее деревни Кусково Московской области, впадает в реку Ворю (бассейн Угры) в 118 км от её устья по левому берегу. Длина реки составляет 20 км, площадь водосборного бассейна — 108 км².
По данным Государственного водного реестра России, относится к Окскому бассейновому округу. Речной бассейн — Ока, речной подбассейн — бассейны притоков Оки до впадения Мокши, водохозяйственный участок — Угра от истока до устья.